# Errodrigo Zaratekoaren eresia
El cantar de Rodrigo de Zárate (en euskera Errodrigo Zaratekoaren kantua) es una balada en euskera.
Procedente seguramente de la tradición oral, esta balada fue recogida en la crónica Ibargüen-Cachopin (1570-1620), que la sitúa entre 1448 y 1468, época en la que vivió Rodrigo de Zárate, cuya muerte narran estos versos.
ERRODRIGO ZARATEKOAREN KANTUA
Anónimo, siglo XV

Arma escuduac on dira dardos,
pareric estabe canporacos,
çaratearrac galdu ei dabe Marquia-Çuya çeculaco.

E[rrodrigo] Çarateco, selan engana sindean
jaun Juane Abendañocogas gudua ar çensanean,
bi milla guiçon oi ditus bere lelengo deiean,
lau milla bere baleduque premia letorrenean,
Cortaçarretarrac delanterea, Ibarguendarrac urrean,
Gastelan Sarmientuarric asco, es pareric arean,
jaun Asençio Guebaraco ganean darda ordean,
Billela ta Arteaga, anage onac urrean,
saldi suriac on[...... ]rrenean,
onac arin, gog[oa] sendo, arerioaen asean.

Errodrigo Çarateco saldi urdinaen ganean,
bosteun caxcabel urregorrisco saldiac idunerean,
carrerea laster eroean Erbitegui ganean,
arerioac ur jarraica arrebearen semea,
ona chipi, orpo laster, Abendanochea.

—Arren, echosu orain osaba, bixeoc justa gaitean.
—Echi eguidac orailloba, gau bixiric noean,
neure biçian enoaque Urquiçuren contrean,
omenaje eguingo joat biçia dodan artean,
bela vic sar naxaitec Billa Realgo torrean.
- Datos: Q3396300